# The Great American Bash 2008
The Great American Bash 2008 è stata la quinta ed ultima edizione dell'omonimo evento in pay-per-view prodotto dalla WWE. L'evento si è svolto il 20 luglio 2008 al Nassau Veterans Memorial Coliseum di Uniondale.

## Storyline
Nella puntata di SmackDown del 4 luglio la General Manager dello show, Vickie Guerrero, annunciò che il suo amante (kayfabe) Edge sarebbe stato il contendente n°1 del WWE Champion Triple H. Un match tra Edge e Triple H con in palio il WWE Championship fu poi sancito per The Great American Bash.
Nella puntata di Raw del 30 giugno CM Punk (passato dal roster ECW a quello di Raw) incassò il contratto del Money in the Bank sul World Heavyweight Champion Edge dopo che questi era stato attaccato da Batista, conquistando così il titolo per la prima volta e riportando, nel contempo, un titolo mondiale nello show rosso. Nella puntata di Raw del 7 luglio Batista vinse un Fatal 4-Way match che includeva anche John Cena, John "Bradshaw" Layfield e Kane, diventando il contendente n°1 al titolo di Punk. Un match per il World Heavyweight Championship tra Punk e Batista fu poi annunciato per The Great American Bash.
Il 29 giugno, a Night of Champions, Mark Henry vinse un Triple Threat match che includeva anche Big Show e il campione Kane, conquistando così l'ECW Championship per la prima volta. Nella puntata di ECW dell'8 luglio l'incontro non titolato tra Henry e Tommy Dreamer terminò in no-contest a causa dell'intervento di Colin Delaney, il quale si era schierato dalla parte di Dreamer. Un match per l'ECW Championship tra Henry e Dreamer fu poi sancito per The Great American Bash.
Il 18 maggio, a Judgment Day, Shawn Michaels sconfisse l'Intercontinental Champion Chris Jericho in un incontro non titolato dopo che questi lo aveva giustamente accusato di aver finto un infortunio per sconfiggere Batista a Backlash. Il 1º giugno, a One Night Stand, Jericho interferì nello Stretcher match tra Michaels e Batista, agevolando la vittoria di quest'ultimo. Nella puntata di Raw del 9 giugno, durante l'Highlight Reel, Jericho effettuò un completo turn heel attaccando brutalmente Michaels. A Night of Champions, Jericho perse l'Intercontinental Championship in favore di Kofi Kingston a causa dell'intervento di Michaels. Un match tra Jericho e Michaels fu quindi annunciato per The Great American Bash.
A One Night Stand, John Cena sconfisse nuovamente John "Bradshaw" Layfield in un First Blood match. Nella puntata di Raw del 30 giugno, dopo essere stato attaccato da JBL ad inizio serata, Cena interferì nell'incontro valevole per il World Heavyweight Championship tra JBL stesso e il nuovo campione CM Punk, aiutando poi quest'ultimo a mantenere il titolo. Un New York City Parking Lot Brawl match tra JBL e Cena fu poi sancito per The Great American Bash.
Nella puntata di SmackDown dell'11 luglio Shelton Benjamin sconfisse lo United States Champion Matt Hardy in un incontro non titolato. In seguito a tale vittoria, un match tra Hardy e Benjamin con in palio lo United States Championship fu poi annunciato per The Great American Bash.
Nella puntata di SmackDown del 6 giugno la General Manager Vickie Guerrero annunciò la creazione del WWE Divas Championship per il roster blu, sancendo poi dei Golden Dreams match per le settimane successive che avrebbero determinato le due contendenti per il titolo. Nella puntata di SmackDown del 4 luglio Natalya e Michelle McCool furono le due partecipanti che riuscirono a qualificarsi per l'incontro titolato. Un match tra Natalya e la McCool per determinare la prima detentrice del Divas Championship fu dunque sancito per The Great American Bash.
A Night of Champions, John Morrison e The Miz difesero con successo il WWE Tag Team Championship contro Finlay e Hornswoggle. Nella puntata di SmackDown dell'11 luglio, dopo che Finlay e Hornswoggle avevano sconfitto Morrison e The Miz in un incontro non titolato, fu annunciato un rematch tra i due team con in palio i titoli di coppia per The Great American Bash. Nella puntata di SmackDown del 18 luglio Curt Hawkins e Zack Ryder sconfissero Finlay e Hornswoggle, inserendosi così nell'incontro di The Great American Bash, trasformandolo in un Triple Threat Tag Team match. Più avanti, la sera stessa, dopo che avevano riportato una vittoria su Morrison e The Miz, anche Jesse e Festus furono tuttavia aggiunti alla contesa di The Great American Bash, la quale diventò un Fatal 4-Way Tag Team match per il WWE Tag Team Championship.

## Evento
Per l'occasione la WWE ha voluto che le corde del ring fossero degli stessi colori della bandiera statunitense: rosse, bianche e blu.
Prima dell'inizio dello spettacolo si è tenuto il dark match (match prima di ogni pay-per-view non ripreso dalle telecamere) che ha visto contrapposti due atleti appena arrivati al roster di SmackDown con il Draft: Umaga e Mr Kennedy, con il primo uscito vincitore.
Per quanto riguarda il vero show, il primo incontro disputato è stato un Fatal 4-Way Tag Team match con in palio il WWE Tag Team Championship di SmackDown, che però coinvolgeva anche coppie del roster ECW. I campioni, The Miz e John Morrison, hanno difeso le loro cinture contro altre tre coppie: Curt Hawkins e Zack Ryder, Jesse e Festus, Finlay e Hornswoggle.
Gli "Edge Heads" vinsero l'incontro e le rispettive cinture.
Successivamente, Matt Hardy ha perso lo United States Championship contro Shelton Benjamin in un match con il quale il "gold standard" Benjamin avrebbe terminato la sua breve esperienza in ECW per passare a SmackDown, impedendo quindi a Matt di avere un rematch. Questo match è stato il miglior match della serata secondo molti telespettatori americani.
In seguito, Mark Henry ha difeso con successo l'ECW Championship contro Tommy Dreamer. Anche se Dreamer era assistito a bordo ring da Colin Delaney, il "silver back" è riuscito a spuntarla senza troppi problemi. In questo match è apparsa per l'ultima volta la vecchia cintura ECW, infatti nella puntata seguente della ECW essa è stata sostituita con una più grande. Inoltre, da allora, Mark Henry è stato sempre assistito a bordo ring dal WWE Hall of Famer Tony Atlas, mentre Dreamer è stato abbandonato da Colin Delaney, che credeva di poter diventare un buon amico e alleato per Mark Henry il quale lo ha invece reso vittima della World Strongest Slam invece che accoglierlo.
Il match seguente è stato quello tra Shawn Michaels e Chris Jericho. I due si erano già affrontati in occasione del pay-per-view Judgment Day e in quel caso aveva vinto Michaels. A vincere questa volta, invece, è stato Jericho che durante il match ha colpito con una gomitata Shawn in un occhio. Da quel momento Jericho, detto anche Y2J, ha puntato all'occhio sanguinante di Michaels per vincere, e solo qualche settimana dopo si è saputo che HBK aveva subìto il distacco della retina.
Il quinto match della serata è stato un incontro femminile con in palio la nuova cintura: il Divas Championship. A contendersi il ruolo di campionessa all'interno di SmackDown sono state Michelle McCool e la nuova arrivata Natalya. La vincitrice del loro match è stata Michelle McCool che quindi si è potuta godere il ruolo di prima campionessa indiscussa nel roster blu.
Subito dopo il match femminile vi è stato il match di Raw con in palio il World Heavyweight Championship di CM Punk. Lo sfidante del campione era Batista. La sfida, contro ogni pronostico, è stata vinta da CM Punk che dunque ha conservato il suo titolo. Punk ha vinto per doppia squalifica dato che Kane è intervenuto nel match atterrando entrambi i partecipanti.
Il vero main event del roster rosso, però, doveva ancora incominciare. Si trattava del match tra John "Bradshaw" Layfield e John Cena. I due acerrimi nemici si sono affrontati in un New York City Parking Lot Brawl e a prevalere è stato il miliardario texano che quindi si è preso una rivincita dopo la sconfitta rimediata da Cena a One Night Stand (nonostante avesse già battuto Cena a Judgment Day).
Il main event ufficiale di questo pay-per-view era tra Triple H e Edge con in palio il WWE Championship (detenuto da Triple H) che ha concluso la serata. Era la prima difesa del titolo a SmackDown per Triple H che ha battuto Edge.

## Risultati
| #    | Match | Stipulazioni                                                   | Durata |
| ---- | --- | -------------------------------------------------------------- | ------ |
| Dark | Umaga ha sconfitto Mr. Kennedy                                                                               | Single match                                                   | 04:00  |
| 1    | Curt Hawkins e Zack Ryder hanno sconfitto John Morrison e The Miz (c), Finlay e Hornswoggle e Jesse e Festus | Fatal four-way tag team match per il WWE Tag Team Championship | 09:05  |
| 2    | Shelton Benjamin ha sconfitto Matt Hardy (c)                                                                 | Single match per il WWE United States Championship             | 09:33  |
| 3    | Mark Henry (c) (con Tony Atlas) ha sconfitto Tommy Dreamer (con Colin Delaney)                               | Single match per l'ECW Championship                            | 05:29  |
| 4    | Chris Jericho ha sconfitto Shawn Michaels per KO tecnico                                                     | Single match                                                   | 18:18  |
| 5    | Michelle McCool ha sconfitto Natalya per sottomissione                                                       | Single match per il WWE Divas Championship                     | 04:41  |
| 6    | CM Punk (c) vs. Batista è terminato in no contest                                                            | Single match per il World Heavyweight Championship             | 11:10  |
| 7    | JBL ha sconfitto John Cena                                                                                   | Parking lot brawl                                              | 14:36  |
| 8    | Triple H (c) ha sconfitto Edge                                                                               | Single match per il WWE Championship                           | 16:48  |